# Національний музей-меморіальний комплекс «Букринський плацдарм»
Національний музей-меморіальний комплекс «Букринський плацдарм» — музей у селі Балико-Щучинка Кагарлицького району Київської області. Розташований на схилах правого берега Дніпра.

## Історія створення
У 1950-х роках Генеральний штаб Міністерства оборони СРСР запропонував спорудити монумент, котрий увічнював би подвиг радянських військ під час форсування Дніпра й створення Букринського плацдарму. У червні 1960 р. цьому питанню було присвячено засідання Ради Міністрів УРСР та партійного керівництва республіки. 13 серпня 1974 р. уряд УРСР розглянув питання про споруджен-ня «Монумента на честь подвигів радянських воїнів у боях при форсуванні Дніпра та на Букринському плацдармі» з відповідною постановою. Спорудити архітектурно-меморіальний комплекс вирішено було на околицях села Балико-Щучинка, в районі висоти 195,7.

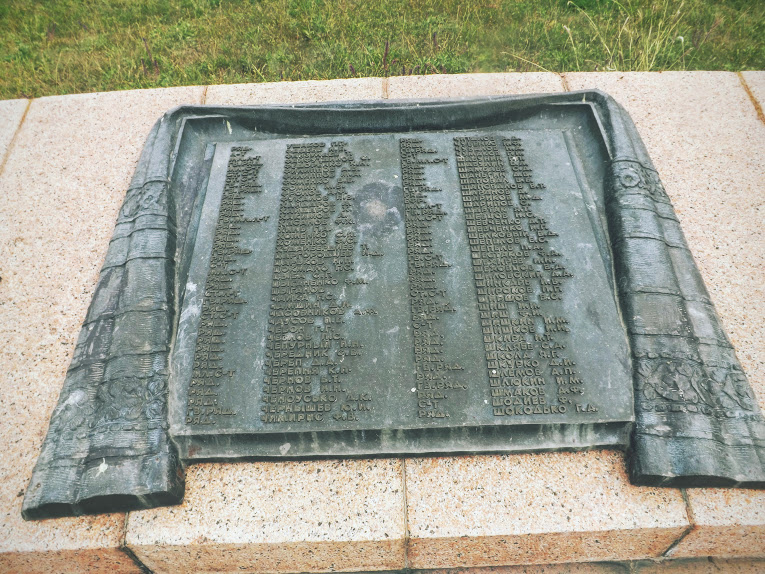
Меморіальна плита із прізвищами загиблих під час боїв на Букринському плацдармі (с. Балико-Щучинка)

Проектування комплексу доручили скульптору, народному художнику УРСР В. І. Знобі (1929—2006), архітекторам — заслуженому архітектору РРФСР Ю. П. Платонову, С. А. Захарову, В. О. Корнєву. Військовим консультантом виступив полковник В. В. Білодід.
Роботи над створенням скульптур тривала 13 років. В 1996 р. скульптору за виконання цих робіт була присуджена Національна премія ім. Т. Г. Шевченка. В обговоренні проекту створення ансамблю безпосередню участь брав академік АН УРСР П. Т. Тронько (1914—2011) (тоді Голова УТОПІК). Частково фінансування комплексу здійснювалось коштом УТОПІК.
26 жовтня 1993 р. Представником Президента України в м. Києві та 28 жовтня Представником Президента України у Київській області було затверджено «Положення про пояс Бойової слави міста-героя Київ». До нього включений і Музей-меморіальний комплекс «Букринський плацдарм».
Згідно Указу Президента України від 14 травня 2008 р. цьому музею надано статус національного.

## Розташування
Меморіал розташований у селі Балико-Щучинка Кагарлицького району Київської області. Пагорб, на якому споруджено меморіал, є частиною решток давньоруського городища Чучин XI—XIII ст., дослідженого в 1961—1965 роках археологічною експедицією Інституту археології АН УРСР під керівництвом В. Й. Довженка. Окремо в приміщенні школи в Балико-Щучинці міститься невеликий музей, присвячений Букринському плацдарму.

## Комплекс
Комплекс склалається із ансамблю пам'ятників.
Зі сторони основного входу до меморіалу встановлено скульптурну композицію «Атака», де зображено трьох радянських воїнів (висота пам'ятника 5,2 м.).
Частину ансамблю скдадають лівий і правий горельєфи (висота 3 м.) та схема бойових дій на Букринському плацдармі.
Домінантою меморального комплексу є скульптура воїна з прапором, яка встановлена на високому постаменті (загальна висота 33 м.)
На території комплексу також міститься братська могила радянських воїнів, у які поховано понад 3 тис. чол. Імена загиблих (тих, чиї прізвища вдалося встановити) викарбувано на меморіальних плитах, стилізованих під рушники, якими раніше в селах огоратали ікони, портрети Тараса Шевченка і світлини із родичами.

## Світлини

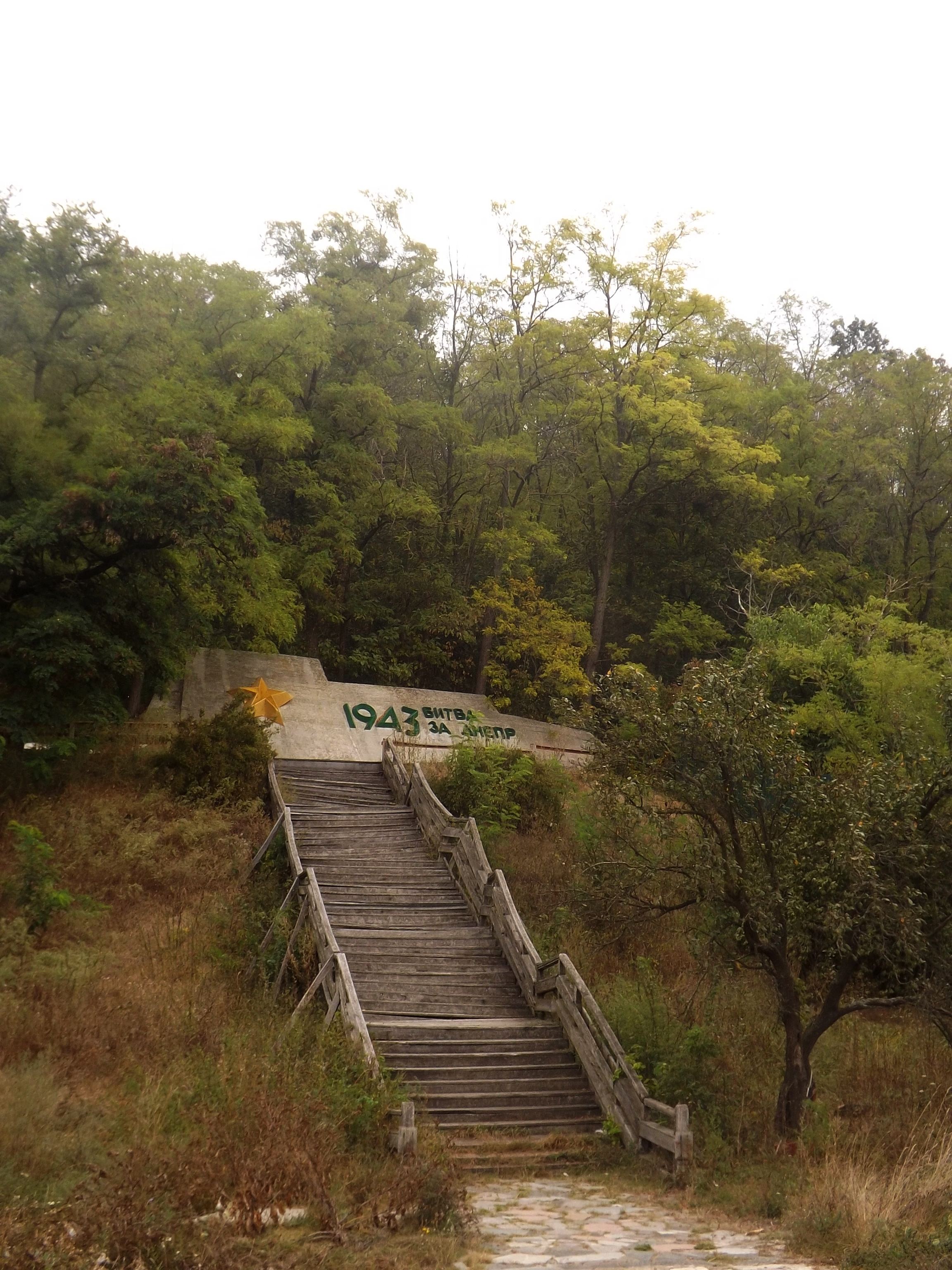
Основний вхід до меморіального комплексу
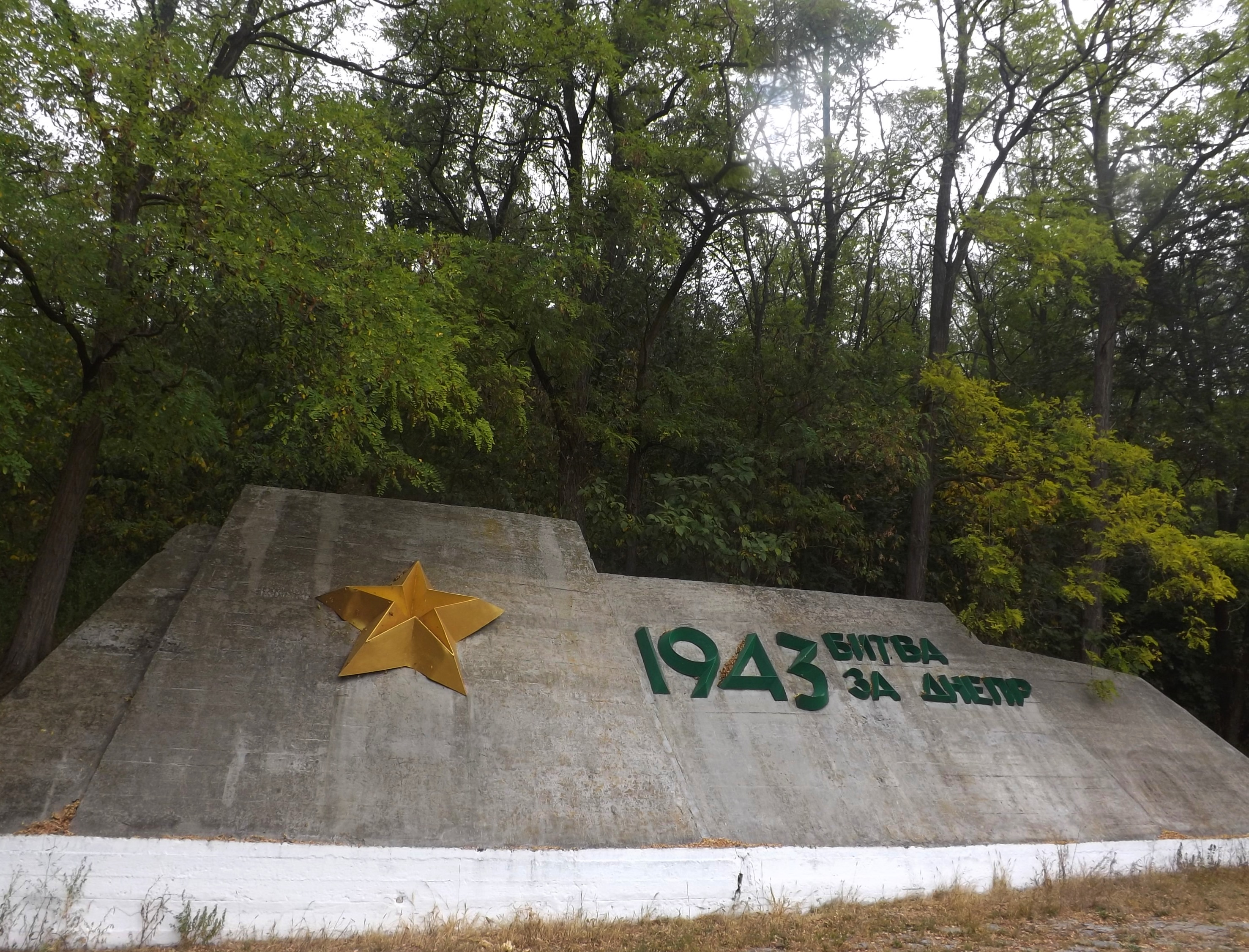
Пам'ятна стела "Битва за Дніпро"
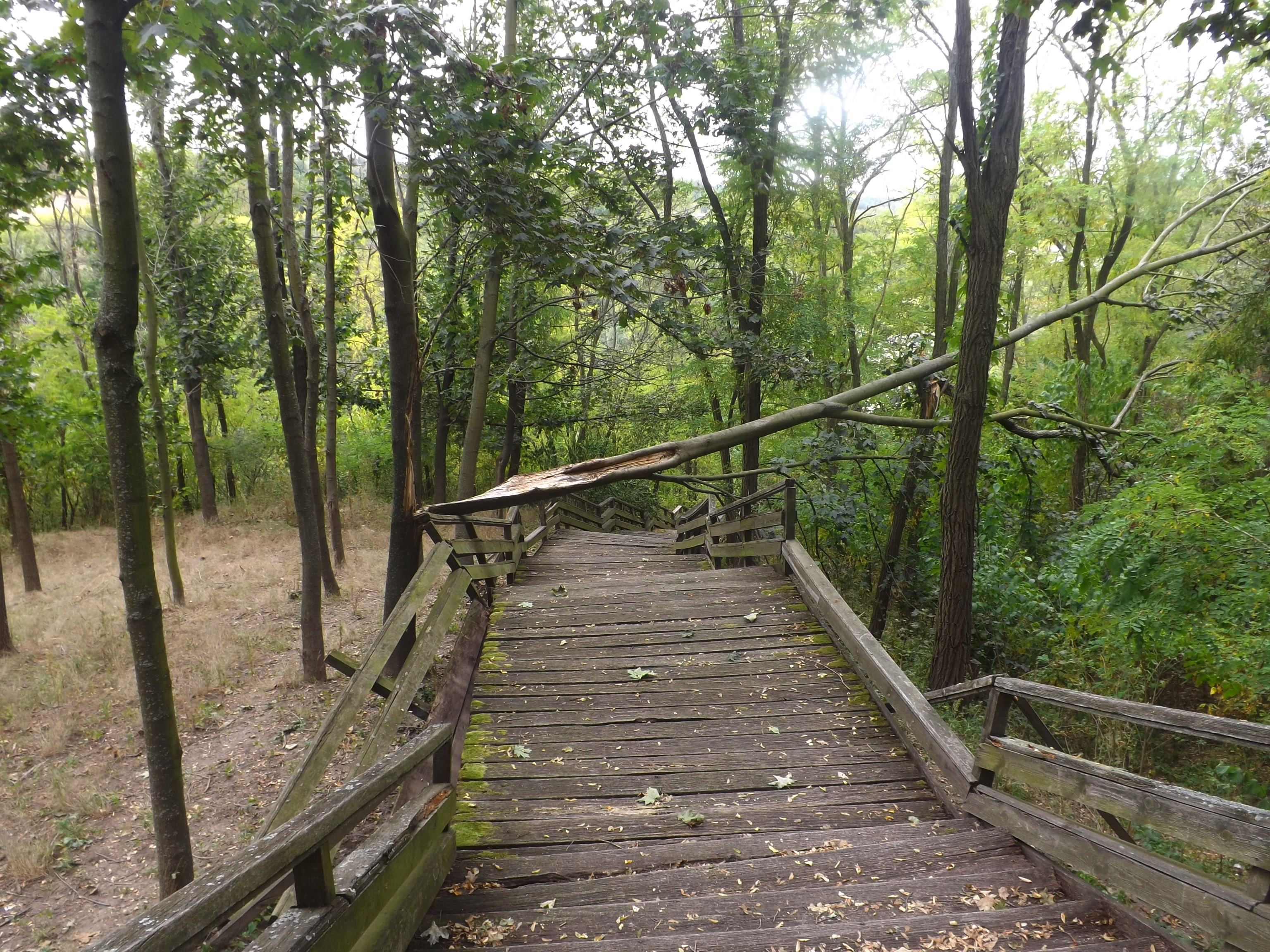
Сходи до меморіального комплексу (частина 1)
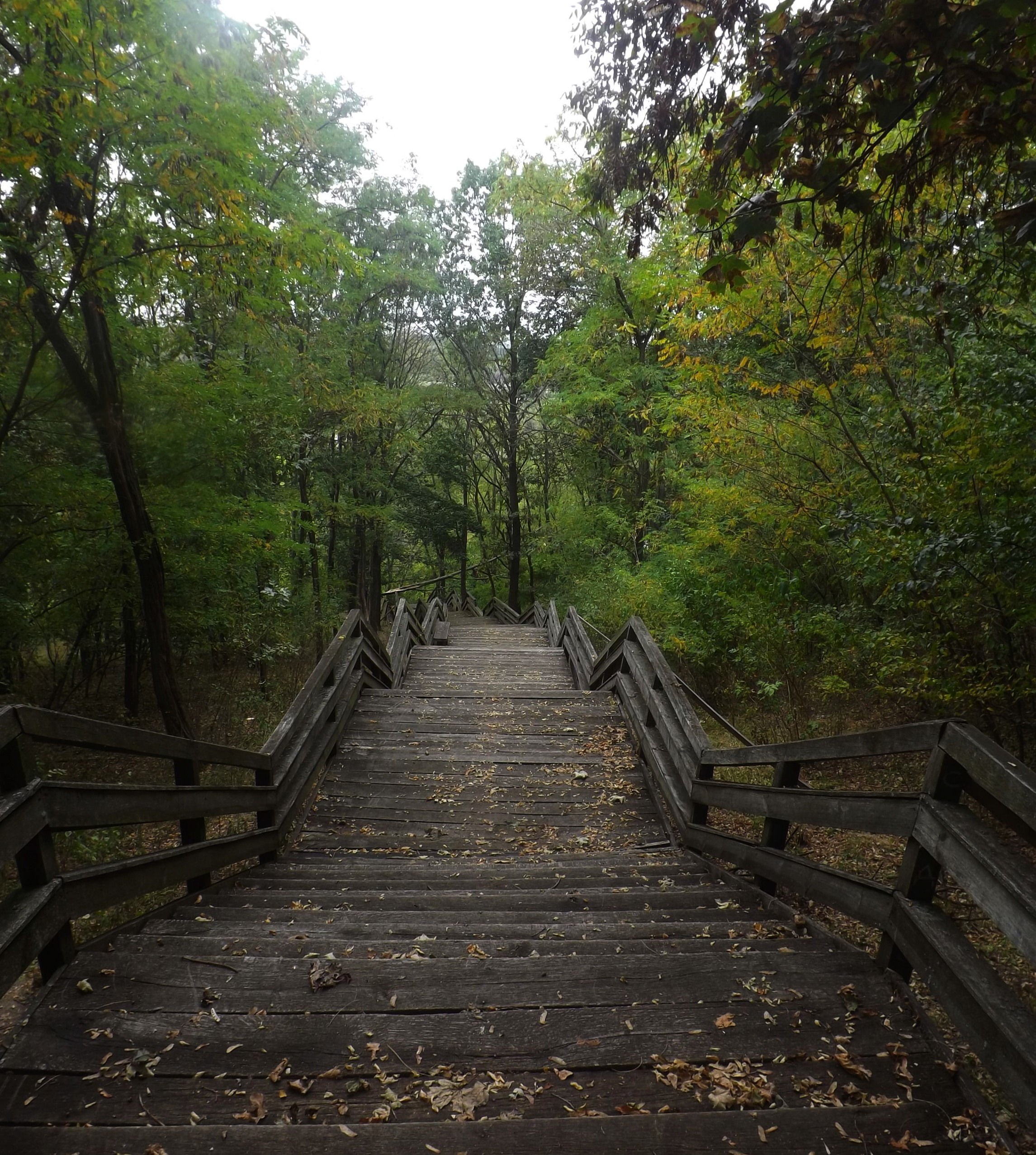
Сходи до меморіального комплексу (частина 2)
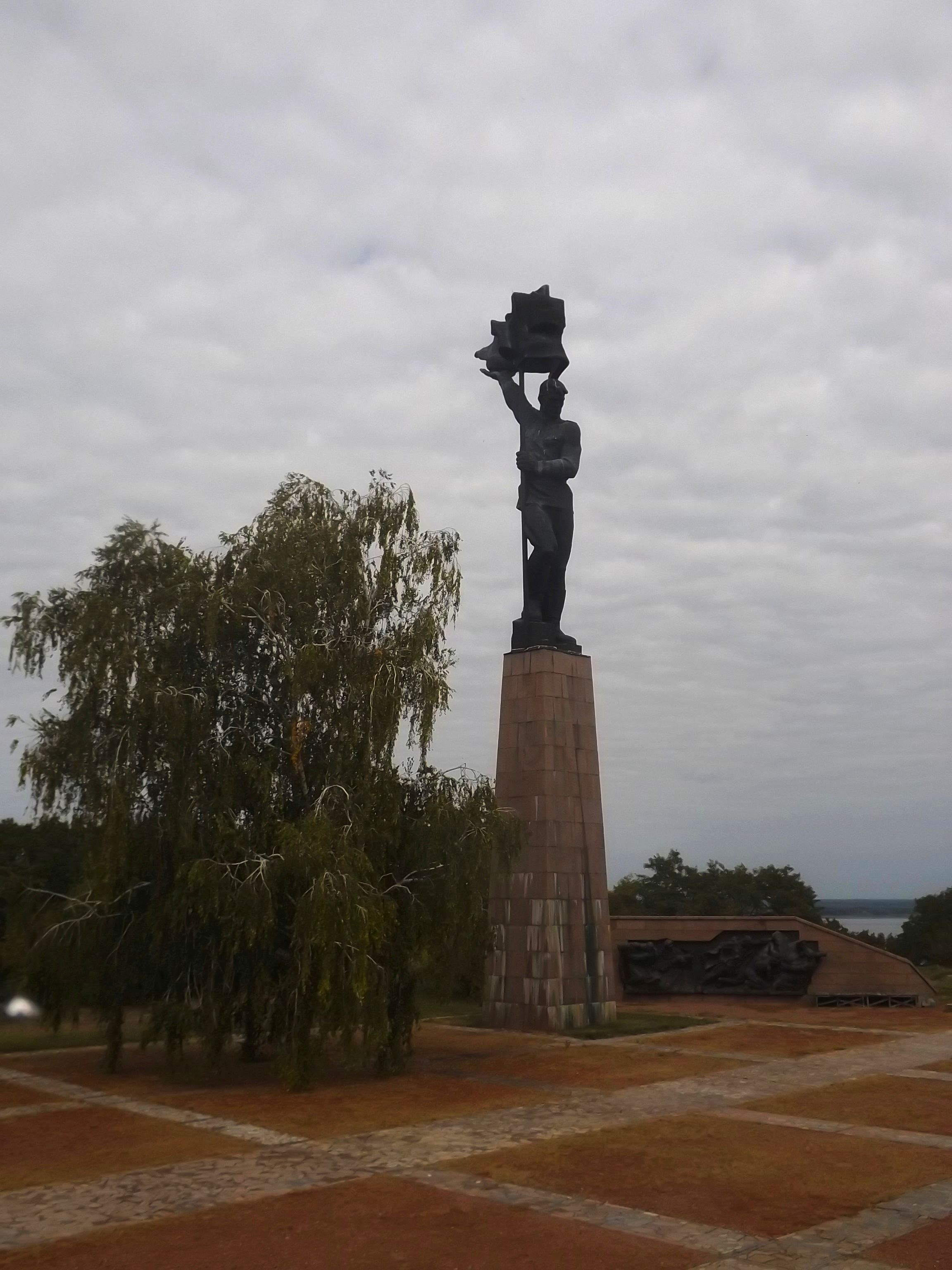
Скульптура радянської воїна з прапором (висота пам'ятника разом із постаментом - 33 м.)
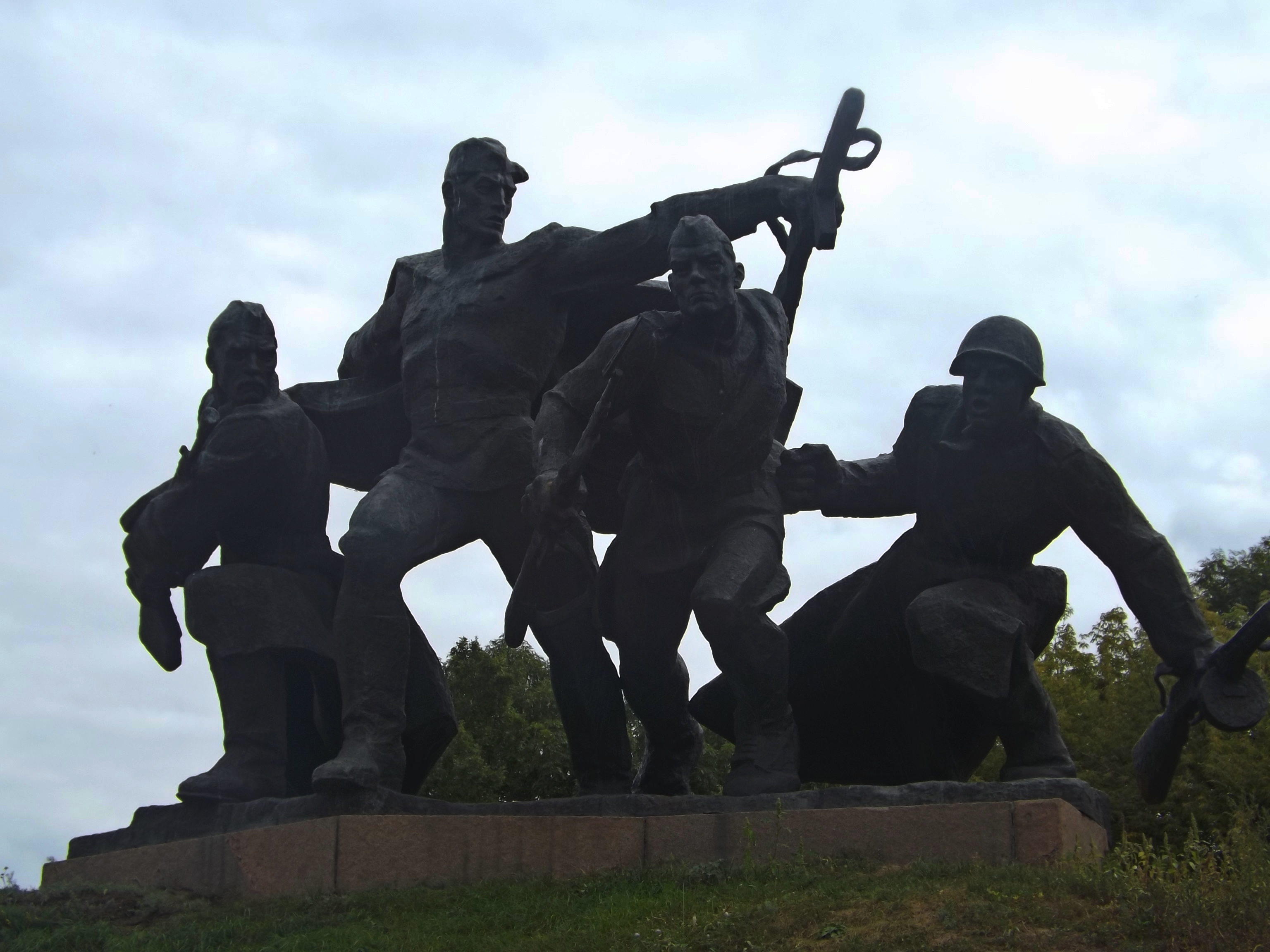
Скульптура "Атака"
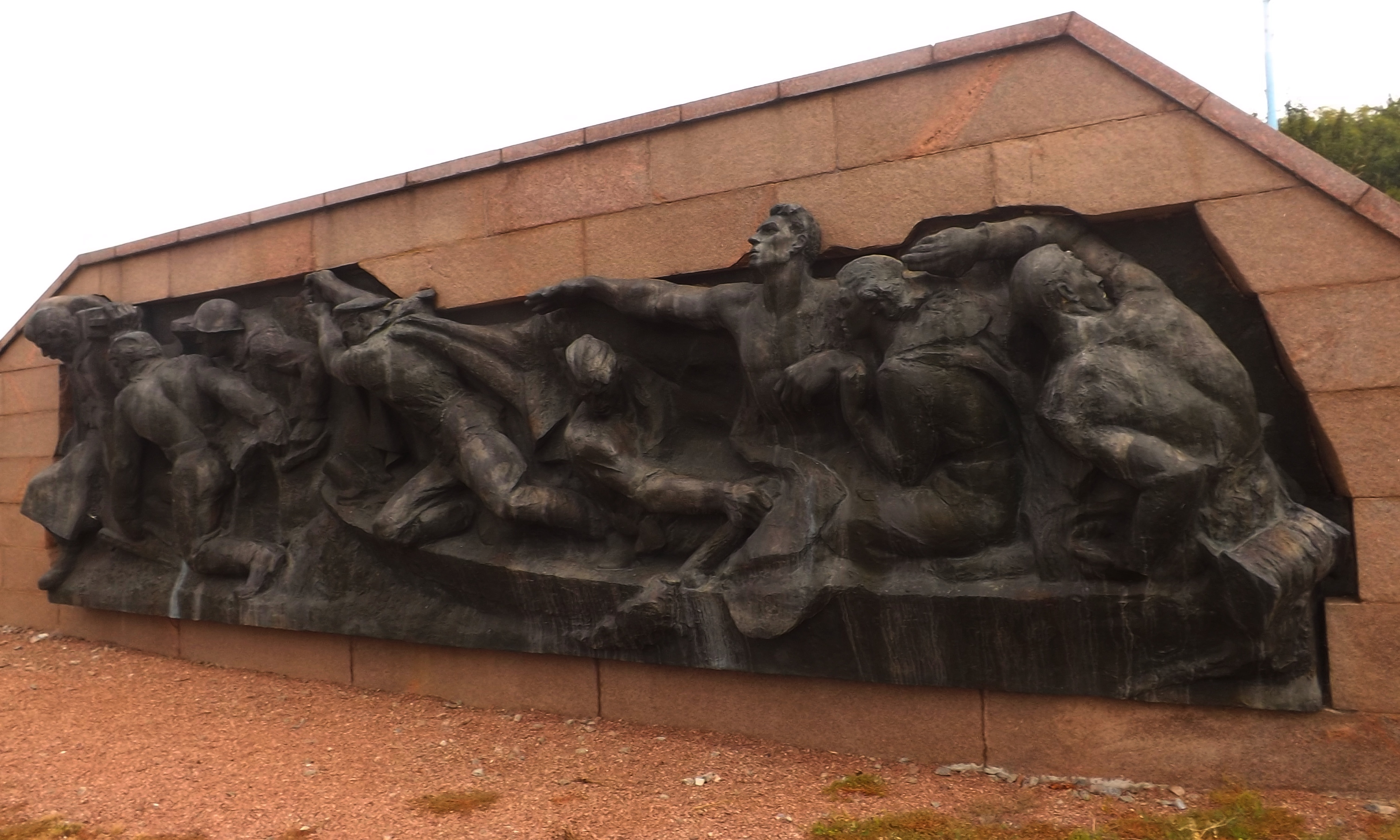
Правий горельєф, на якому зображено момент форсування Дніпра на човні
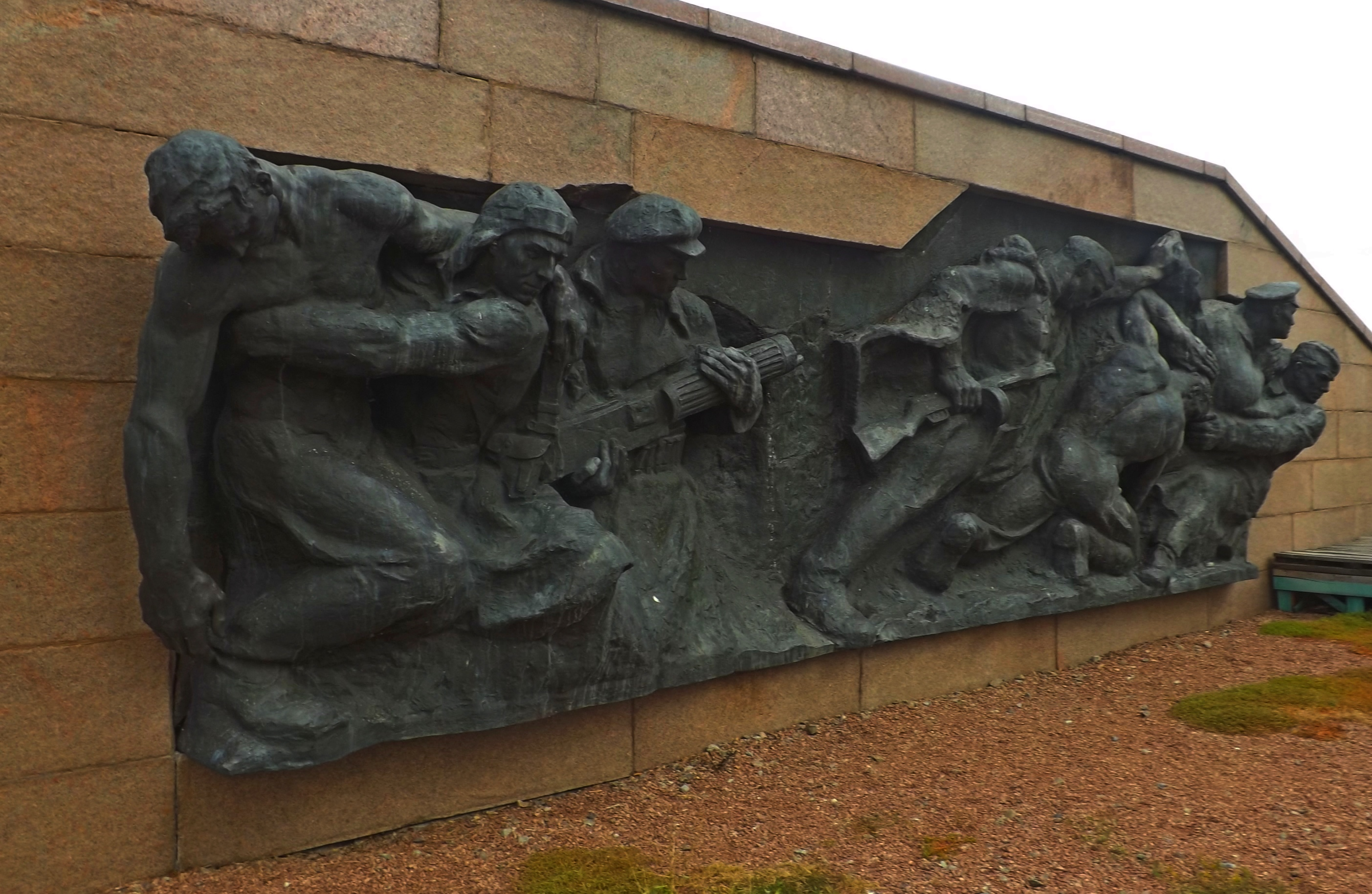
Лівий горельєф. Одним із прототипів для скульптури воїна(в на горельєфі - другий справа) став двічі Герой Радянського Союзу Василь Петров
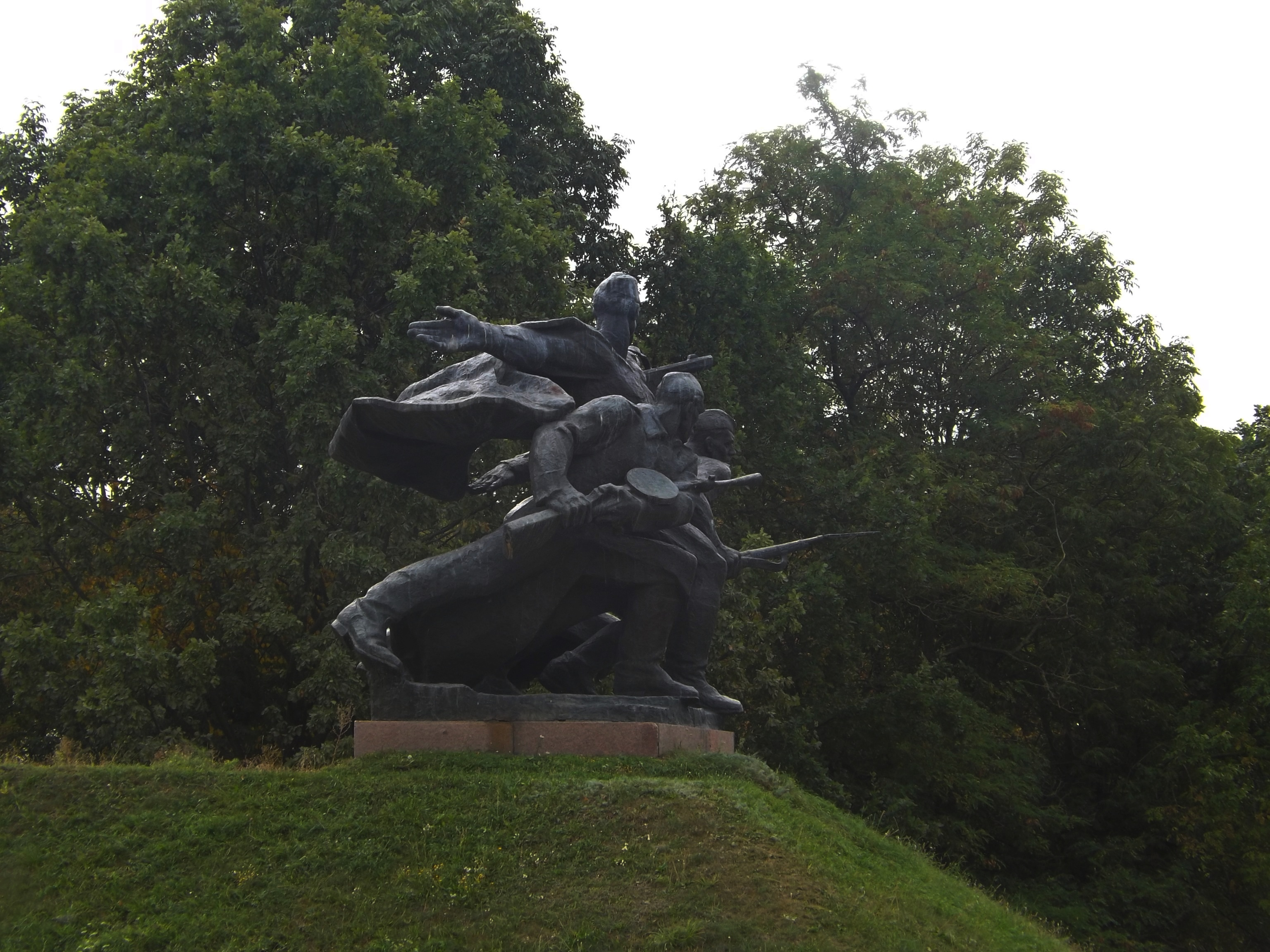
Скульптура "Атака"
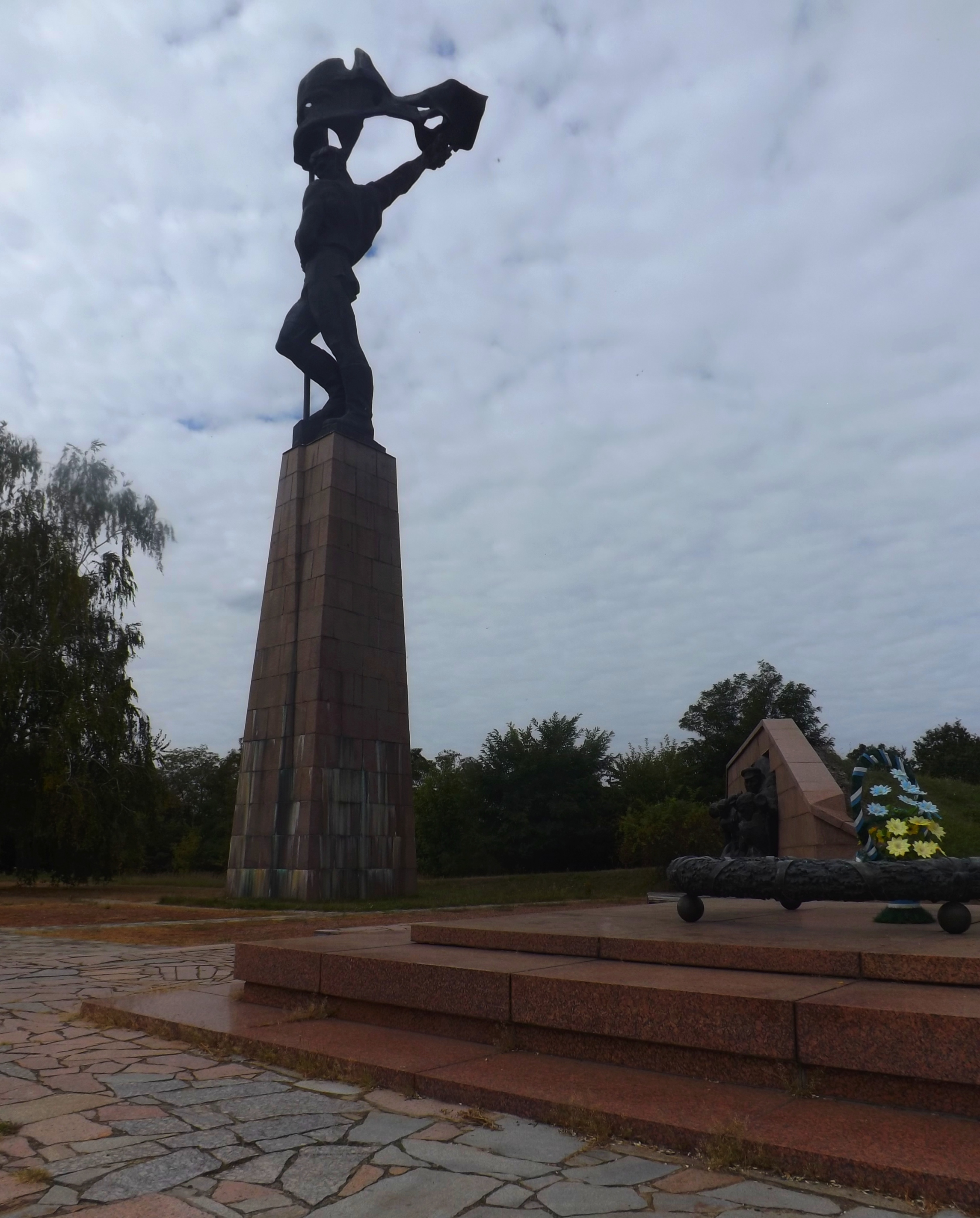
Скульптура радянської воїна з прапором
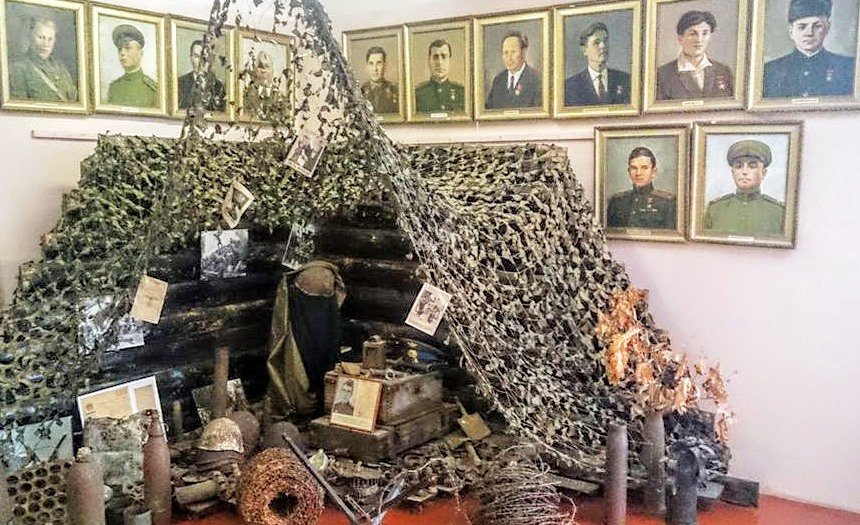
Частина експозиції музею "Битви за Дніпро"
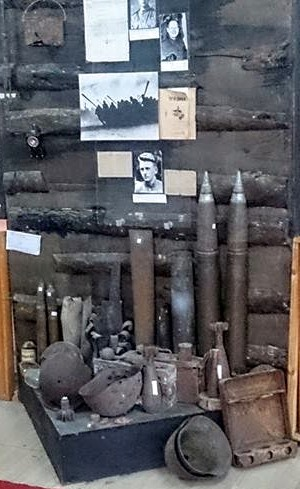
Частина експозиції музею(2) "Битви за Дніпро"
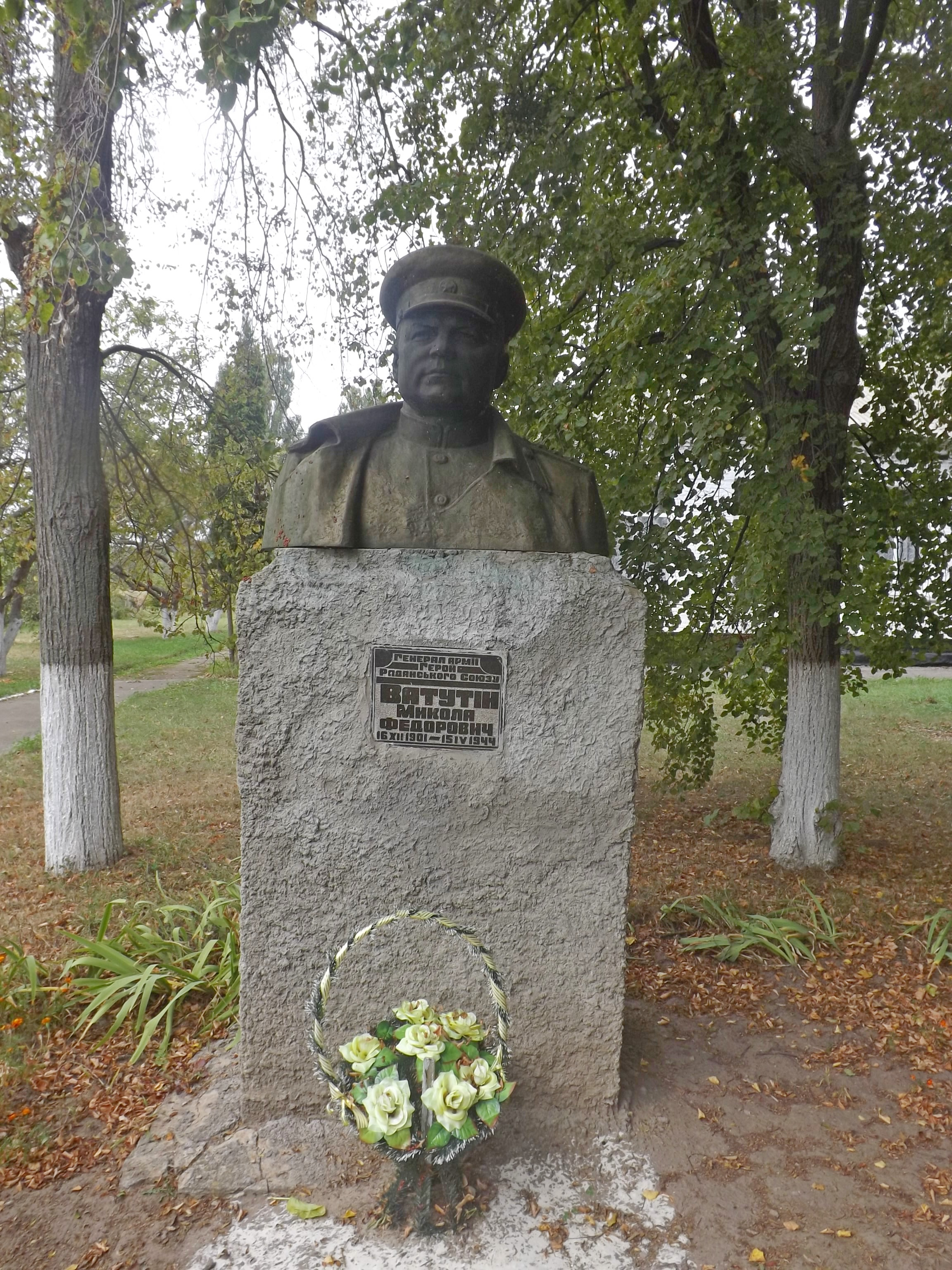
Пам'ятник генералу Ватутіну на шкільному подвір'ї в селі Балико-Щучинка
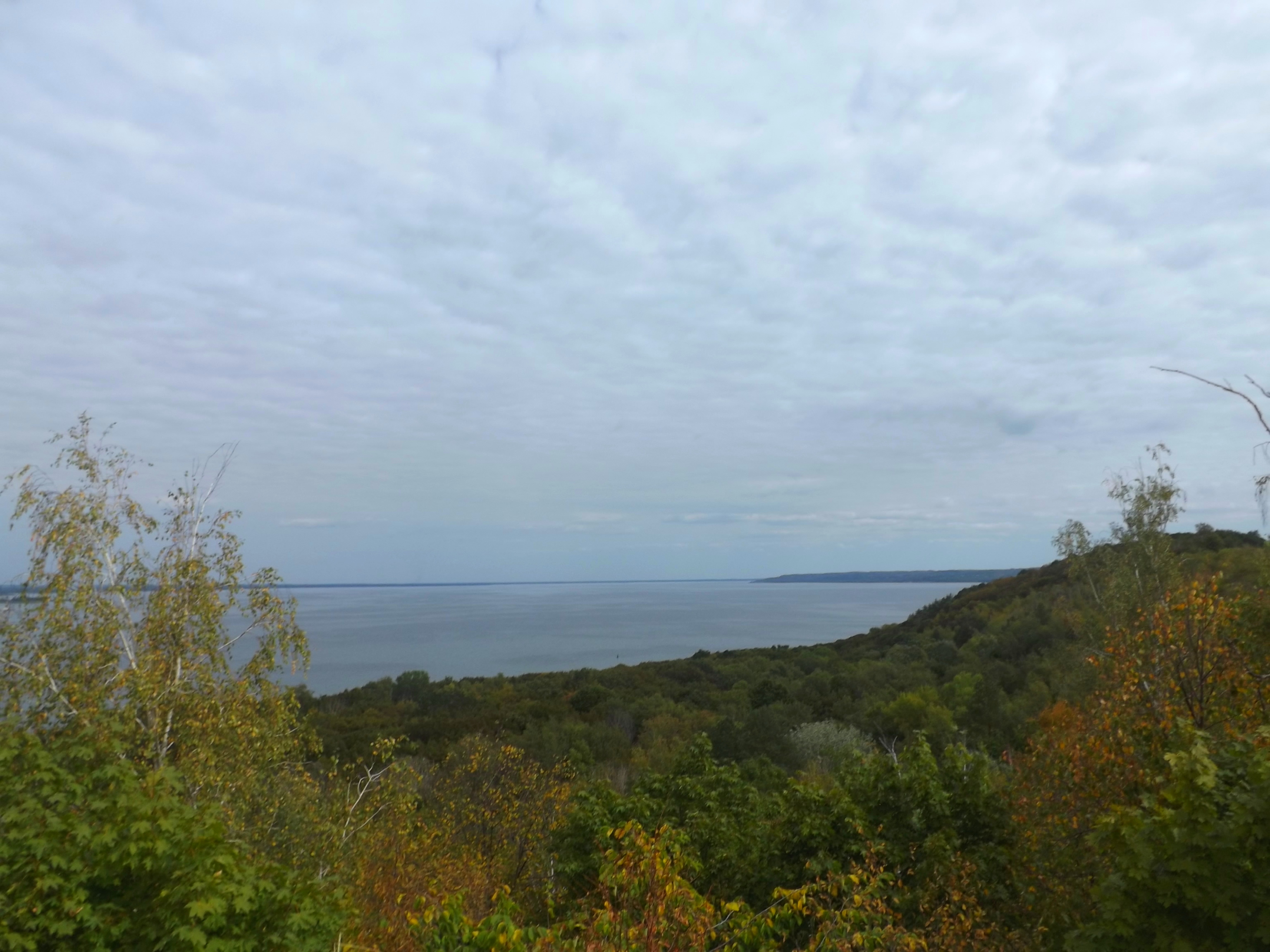
Канівське водосховище поблизу Балико-Щучинки